# Голубовський Дмитро Степанович
Дмитро́ Степа́нович Голубо́вський (24 травня 1966 — 15 вересня 2014) — старший сержант Збройних сил України, учасник російсько-української війни.

## Життєпис
Народився 1966 року в смт Коропець (Монастириський район, Тернопільська область). 1981 року закінчив місцеву середню школу, згодом — Івано-Франківське професійно-технічне училище № 3 — за спеціальністю «червонодеревник». У 1984 році був призваний до армії; після служби повернувся додому, працював у місті Івано-Франківську на меблевому комбінаті. У 1990-х роках виїхав на південь України — на сезонні роботи; мешкав у Братському районі Миколаївської області, з 2001 року — в селі Новогригорівка Миколаївського району тієї ж області.
Мобілізований 13 травня 2014-го. Водій-санітар, 19-й батальйон територіальної оборони.
Загинув 15 вересня 2014 hjre в районі села Гранітне (Волноваський район, Донецька область), в результаті обстрілу із засідки російськими бойовиками, коли повертався до свого підрозділу на машині після евакуації пораненого.
Без Дмитра лишилися дружина і двоє дітей.
Похований в селі Нова Григорівка.

## Нагороди і вшанування
За особисту мужність і героїзм, виявлені у захисті державного суверенітету та територіальної цілісності України, вірність військовій присязі під час російсько-української війни, відзначений — нагороджений
- орденом «За мужність» III ступеня (посмертно)
- У лютому 2017 року в Коропецькій ЗОШ І-ІІІст. ім. М.Каганця Монастириського району відкрито меморіяльну дошку Дмитру Голубовському.[2]
- Його портрет розміщений на меморіалі «Стіна пам'яті полеглих за Україну» у Києві: секція 4, ряд 6, місце 21